# Wambierzyce
Wambierzyce [vambʲɛˈʐɨt͡sɛ] (en alemán: Albendorf , en checo: Vambeřice), la "Jerusalén de Silesia", es uno de los lugares de peregrinación más populares del sur de Polonia. El pueblo está situado a una altitud de 370-410 m en el pintoresco valle del Cedrón, en la ladera oriental de los Montes Mesa, en la voivodía de la Baja Silesia El lugar fue mencionado por primera vez en 1330 como Alberndorf, en 1398 Alberdorf, en 1418 Alberti villa, en 1560 Alberichsdorf, que luego evolucionó al nombre (alemán) Albendorf. Los peregrinos checos de Bohemia y Moravia llamaron al lugar Vambeřice. Cuando la Baja Silesia pasó a formar parte de Polonia en 1945/1946, el nombre polaco Wambierzyce se convirtió en el nombre oficial del pueblo. En la actualidad, Wambierzyce forma parte del distrito llamado Gmina Radków en el condado de Kłodzko. Se encuentra a unos 4 kilómetros al sureste de Radków, a 17 kilómetros al oeste de Kłodzko y a 84 kilómetros al suroeste de la capital regional, Wrocław.

## Peregrinaje
La estatua de madera de la Virgen, que data del siglo XIII, se colocó originalmente en un gran tilo situado en este lugar. Según la leyenda, un ciego recuperó la vista tras rezar ante la estatua. Después de ese milagro, se erigió un altar de piedra delante del árbol. La primera capilla de madera se construyó en 1263. En 1512 se construyó una iglesia más grande, pero fue destruida durante la Guerra de los Treinta Años. La actual iglesia de peregrinación "Visitación de Nuestra Señora" se remonta a una iglesia construida en 1695-1710 siguiendo un diseño que se cree que se asemeja al Templo de Jerusalén. Sin embargo, tres años más tarde hubo que derribar toda la fachada, excepto la imponente fachada renacentista, porque la estructura se había vuelto insegura. La cuarta y actual iglesia de estilo Barroco se construyó entonces entre 1715 y 1723, y fue financiada por el noble y propietario local, el conde Franz Anton von Götzen. Alrededor de la iglesia y del pueblo se construyó un enorme calvario (conjunto de capillas dedicadas a la Pasión de Cristo). En 1936, la iglesia recibió del Papa Pío XI el estatus de "Basílica menor". El Papa Juan Pablo II concedió a la Virgen de Wambierzyce el título de "Reina de las Familias" en 1980.